# Список эпизодов телесериала «Счастливый конец»
Список серий американского комедийного телесериала «Счастливый конец», выходящего на канале ABC с 13 апреля 2011 года. 13 мая 2011 года сериал был продлён на второй сезон, премьера которого состоялась 28 сентября 2011 года.

## Обзор
| Сезон | Сезон | Эпизоды | Оригинальная дата выхода | Оригинальная дата выхода |
| Сезон | Сезон | Эпизоды | Премьера сезона          | Финал сезона             |
| ----- | ----- | ------- | ------------------------ | ------------------------ |
|       | 1     | 13      | 13 апреля 2011           | 24 августа 2011          |
|       | 2     | 21      | 28 сентября 2011         | 4 апреля 2012            |
|       | 3     | 23      | 23 октября 2012          | 3 мая 2013               |

## Список серий
Интересный факт: серии в сезоне идут не в хронологическом порядке. Чтобы соблюсти логичность повествования, нужно смотреть серии в следующем порядке:
1, 10, 11, 7, 2, 13, 6, 4, 3, 9, 8, 5, 12.

### Сезон 1 (2011)
| № общий | № в сезоне | Название                                                           | Режиссёр                 | Автор сценария                                                  | Дата премьеры   | Произв. код | Зрители в США (млн) |
| --- | ---------- | ------------------------------------------------------------------ | ------------------------ | --------------------------------------------------------------- | --------------- | ----------- | ------------------- |
| 1 | 1          | «Pilot» «Пилот»                                                    | Энтони Руссо и Джо Руссо | Дэвид Кэсп                                                      | 13 апреля 2011  | HE101       | 7,30                |
| Алекс неожиданно бросает Дэйва у алтаря. Пенни празднует свое 30(26)-летие, куда Дэйв приходит с 18-летней девушкой из клуба. Бред и Джейн чистят организм, так как хотят завести детей. |            |                                                                    |                          |                                                                 |                 |             |                     |
| 2 | 2          | «The Quicksand Girlfriend» «Зыбучие киски»                         | Джефф Мелман             | Джош Буцэл                                                      | 13 апреля 2011  | HE105       | 5,70                |
| Дэйв решает завести легкую интрижку, но никак не может отделаться от Эдрианы, с которой рассчитывал провести только одну ночь. Алекс подыскивает себе новую соседку – Саманту. Пенни вбила себе в голову, что ей нужен друг – стереотипный гей. Макс знакомит ее с Дерреком. |            |                                                                    |                          |                                                                 |                 |             |                     |
| 3 | 3          | «Your Couples Friends & Neighbors» «Ваши друзья и соседи без пары» | Фред Сэвидж              | Джош Буцэл                                                      | 20 апреля 2011  | HE109       | 4,59                |
| Макс замечает, что из их с Дэйвом холодильника в пропадает еда. Алекс утверждает, что ее бывший жених страдает лунатизмом. Макс устанавливает скрытую камеру, но неожиданно выясняется, что крадет еду не Дэйв, а сосед-художник из каморки сверху. Джейн вынуждает Брэда дружить семьями с еще одной супружеской парой, которая состоит в браке 10 лет. |            |                                                                    |                          |                                                                 |                 |             |                     |
| 4 | 4          | «Mein Coming Out» «Выход»                                          | Джефф Мелман             | Гейл Лернер                                                     | 20 апреля 2011  | HE108       | 3,87                |
| К Максу приезжаю родителей, которые думают, что он натурал и встречается с Пенни. Однако в этот раз Пенни не может пойти с ним на встречу с родителями, так как у нее в этот вечер свидание в слепую, где она случайно знакомится с парнем по имени Даг Гилтер. Макс просит Джейн притвориться его девушкой. Дэйв предлагает Максу рассказать родителям, что он гей.                                                                                                   |            |                                                                    |                          |                                                                 |                 |             |                     |
| 5 | 5          | «Like Father, Like Gun» «Каков отец, таково и оружие»              | Тристрам Шапиро          | Дэниел Либман и Мэттью Либман                                   | 27 апреля 2011  | HE112       | 5,17                |
| К Бреду приезжает отец, чтобы на следующий день отправиться на обследование в больницу. Джейн просит Бреда открыться и сказать отцу, что он любит его. Пенни и Алекс идут в бар, чтобы с кем-нибудь познакомиться, и встречают потрясающих итальянцев. Пенни обнаруживает, что когда выпьет, говорит по-итальянски. |            |                                                                    |                          |                                                                 |                 |             |                     |
| 6 | 6          | «Of Mice & Jazz-Kwon-Do» «О мышах и джазе»                         | Трой Миллер              | Роб Керкович и Тодд Уолдмен                                     | 4 мая 2011      | HE107       | 3,88                |
| Пенни решает заняться Крав-Мага для самообороны. Джейн приходит с ней на занятия и лишает Пенни уверенности в своих силах. Пенни переходит в группу Джаз-Квон-До. Дэйв скучает по их с Алекс квартире, и поэтому оказывается кстати, когда она зовет его к себе поймать мышь. |            |                                                                    |                          |                                                                 |                 |             |                     |
| 7 | 7          | «Dave of the Dead» «Дэйв из мёртвых»                               | Рэндалл Эйнхорн          | Лейла Стрэчан                                                   | 4 мая 2011      | HE104       | 3,26                |
| Макс и Джейн устраивают Зомбиолимпийские игры. Пенни знакомится с хипстером. Дэйв уходит с работы и хочет открыть ресторан Пангея Гриль. Алекс убеждает его не замахиваться на ресторан, а открыть фургон по продаже сэндвичей. |            |                                                                    |                          |                                                                 |                 |             |                     |
| 8 | 8          | «The Girl with the David Tattoo» «Девушка с татуировкой Дэвида»    | Джей Чандрашекхар        | Прентис Пенни                                                   | 11 мая 2011     | HE111       | 4,18                |
| Дэйв хочет удалить татуировку с именем Алекс у себя на плече. Алекс говорит, что давно удалила тату с его именем, хоть на самом деле этого не сделала. Из-за Бреда и Пенни из Розалиты увольняют официанта, который ничего не записывает и использует специальную систему запоминания, которая не работает. Макс не идет на свидание с Адрианом, Джейн предлагает ему убедиться, что Андриан сам его не продинамил и не пришел на свидание.                            |            |                                                                    |                          |                                                                 |                 |             |                     |
| 9 | 9          | «You’ve Got Male» «У вас мужчина»                                  | Мэтт Шекман              | Лейла Стрэчан                                                   | 11 мая 2011     | HE110       | 3,46                |
| В районе открывается сетевая кофейня. Макс знакомится с ее владельцем Йеном, не зная того. Джейн и Бред устраивают соревнование, кто лучше проходит собеседование, и отправляются собеседоваться в кофейню Йена. Макс убеждает Алекс, что сетевые кофейни - угроза для малых предпринимателей, таких как она, и предлагает устроить забастовку. Дэйв и Пенни встречают учителя Дэйва, который предлагает помочь с конкурсом уличной еды. Пенни идет с ним на свидание. |            |                                                                    |                          |                                                                 |                 |             |                     |
| 10 | 10         | «Bo Fight» «I’ll Be There for You» «Борьба Бо»                     | Джо Руссо                | Дэвид Кэйсп                                                     | 18 мая 2011     | HE102       | 3,70                |
| После сорвавшейся свадьбы Дэйв переезжает к Максу. Джейн боится повторить судьбу Алекс, и вместо традиционного домашнего вечера они с Бредом идут в ресторан, где прошло их первое свидание. Пенни и Алекс идут на кулинарные курсы. Макс и Дэйв решают найти того парня, с которым Алекс сбежала со свадьбы, и набить ему морду. |            |                                                                    |                          |                                                                 |                 |             |                     |
| 11 | 11         | «Barefoot Pedaler» «Босоногие Педалеры»                            | Энтони Руссо             | Гейл Лернер                                                     | 18 мая 2011     | HE103       | 3,10                |
| После расставания Алекс и Дэйва компания вынуждена общаться с ними по отдельности. Алекс и Дэйв убеждают, что все у них нормально, и предлагают всем вместе пойти на концерт Босоногих Педалеров. |            |                                                                    |                          |                                                                 |                 |             |                     |
| 12 | 12         | «The Shershow Redemption» «Побег из Шершоу»                        | Ли Шаллат-Чэмел          | Тодд Линден, Стив Бэзилоун, Энни Мебэйн и Сьерра Теллер Орнелас | 25 мая 2011     | HE113       | 4,02                |
| Вся компания отправляется на свадьбу старого друга компании - Шершоу, который женится в годовщину Бреда и Джейн. |            |                                                                    |                          |                                                                 |                 |             |                     |
| 13 | 13         | «Why Can’t You Read Me?» «Почему ты не можешь понять меня?»        | Ли Шаллат-Чэмел          | Прентис Пенни                                                   | 24 августа 2011 | HE106       | 2,98                |
| Джейн организует выпускной для клуба взрослых, которые не умеют читать, Алекс хочет ей в этом помочь. Пенни заводит ассистентку, которая нагло пользуется тем, что Пенни классный босс. Бред и Макс слушают шоу "Жизнь Пенни", так как та все время случайно звонит Максу с нового телефона. |            |                                                                    |                          |                                                                 |                 |             |                     |

### Сезон 2 (2011—2012)
| № общий | № в сезоне | Название | Режиссёр             | Автор сценария                             | Дата премьеры    | Произв. код | Зрители в США (млн) |
| ------- | ---------- | --- | -------------------- | ------------------------------------------ | ---------------- | ----------- | ------------------- |
| 14      | 1          | «Blax, Snake, Home» «Блэкс, змея, дом»                                                                                               | Энтони Руссо         | Джош Байсел                                | 28 сентября 2011 | 201         | 7,25                |
| 15      | 2          | «Baby Steps» «Детские шажки» | Тристрам Шапиро      | Гейл Лернер                                | 5 октября 2011   | 202         | 6,70                |
| 16      | 3          | «Yesandwitch» «Положительный сэндвич»                                                                                                | Джо Руссо            | Лейла Стрэчан                              | 12 октября 2011  | 203         | 7,29                |
| 17      | 4          | «Secrets and Limos» «Тайны и лимузины»                                                                                               | Энтони Руссо         | Хилари Уинстон                             | 19 октября 2011  | 204         | 6,81                |
| 18      | 5          | «Spooky Endings» «Жуткий конец» | Фред Сэвидж          | Дэниел Либман и Мэттью Либман              | 26 октября 2011  | 205         | 8,33                |
| 19      | 6          | «Lying Around» «Разбросанные» | Фред Сэвидж          | Прентис Пенни                              | 2 ноября 2011    | 206         | 7,62                |
| 20      | 7          | «The Code War» «Кодекс войны» | Роб Гринберг         | Джош Байсел                                | 16 ноября 2011   | 207         | 6,94                |
| 21      | 8          | «Full Court Dress» «Костюм для суда»                                                                                                 | Виктор Нелли-младший | Сьерра Теллер Орнелас                      | 23 ноября 2011   | 208         | 7,11                |
| 22      | 9          | «Grinches Be Crazy» «Зануды тащатся»                                                                                                 | Джефф Мелман         | Хилари Уинстон                             | 7 декабря 2011   | 209         | 6,38                |
| 23      | 10         | «The Shrink, The Dare, Her Date and Her Brother» «Похудание, вызов, её свидание и её брат»                                           | Джефф Мелман         | Гейл Лернер                                | 4 января 2012    | 210         | 7,48                |
| 24      | 11         | «Meat The Parrots» «Съешь попугаев»                                                                                                  | Джей Чандрашекхар    | Прентис Пенни                              | 11 января 2012   | 211         | 6,68                |
| 25      | 12         | «Makin’ Changes!» «Внести изменения!»                                                                                                | Майкл Патрик Джанн   | Джил Озери и Джеки Кларк                   | 18 января 2012   | 212         | 6,05                |
| 26      | 13         | «The St. Valentine’s Day Maxssacre» «Расправа Макса в день Святого Валентина»                                                        | Джо Руссо            | Дэниел Либман и Мэттью Либман              | 8 февраля 2012   | 213         | 6,70                |
| 27      | 14         | «Everybody Loves Grant» «Все любят Гранта»                                                                                           | Кайл Невачек         | Лейла Стрэчан                              | 15 февраля 2012  | 214         | 5,44                |
| 28      | 15         | «The Butterfly Effect Effect» «Эффект эффекта бабочки»                                                                               | Виктор Нелли         | Джонатан Грофф и Сьерра Теллер Орнелас     | 22 февраля 2012  | 215         | 5,45                |
| 29      | 16         | «Cocktails & Dreams» «Коктейли и мечты»                                                                                              | Роб Гринберг         | Дэвид Кэйсп, Мэттью Либман и Дэниел Либман | 29 февраля 2012  | 216         | 5,94                |
| 30      | 17         | «The Kerkovich Way» «Путь Керковича»                                                                                                 | Стивен Спранг        | Тодд Линден                                | 7 марта 2012     | 217         | 4,49                |
| 31      | 18         | «Party of Six» «Вечеринка шести» | Фред Госс            | Лон Циммет и Дэн Рубин                     | 14 марта 2012    | 218         | 5,27                |
| 32      | 19         | «You Snooze, You Bruise» «Ты отдыхаешь, тебе синяк»                                                                                  | Джей Чандрашекхар    | Лейла Стрэчан                              | 21 марта 2012    | 210         | 4,10                |
| 33      | 20         | «Big White Lies» «Большая белая ложь»                                                                                                | Гейл Манкузо         | Гейл Лернер                                | 28 марта 2012    | 220         | 4,13                |
| 34      | 21         | «Four Weddings and a Funeral (Minus Three Weddings and One Funeral)» «Четыре свадьбы и похороны (Минус три свадьбы и одни похороны)» | Роб Гринберг         | Лейла Стрэчан и Джош Байсел                | 4 апреля 2012    | 221         | 3,67                |

### Сезон 3 (2012—2013)
| № общий | № в сезоне | Название                                          | Режиссёр             | Автор сценария                             | Дата премьеры   | Произв. код | Зрители в США (млн) |
| ------- | ---------- | ------------------------------------------------- | -------------------- | ------------------------------------------ | --------------- | ----------- | ------------------- |
| 35      | 1          | «Cazsh Dummy Spillionaires»                       | Фред Госс            | Дэвид Кэйсп, Мэттью Либман и Дэниел Либман | 23 октября 2012 | 301         | 5,57                |
| 36      | 2          | «Sabado Free-Gante»                               | Стюарт Макдональд    | Джош Буцэл и Джонатан Фенер                | 30 октября 2012 | 302         | 4,31                |
| 37      | 3          | «Boys II Menorah»                                 | Эрик Аппел           | Дэн Рубин и Лон Зиммет                     | 13 ноября 2012  | 303         | 4,36                |
| 38      | 4          | «More Like Stanksgiving»                          | Джей Чандрашекхар    | Лейла Стрэчан                              | 20 ноября 2012  | 304         | 4,38                |
| 39      | 5          | «P&P Romance Factory»                             | Бет Маккарти-Миллер  | Эрик Соммерс                               | 4 декабря 2012  | 305         | 3,37                |
| 40      | 6          | «To Serb with Love»                               | Виктор Нелли-младший | Джонатан Грофф и Брайан Галливан           | 11 декабря 2012 | 306         | 3,22                |
| 41      | 7          | «No-Ho-Ho»                                        | Майкл Патрик Джанн   | Прентис Пенни                              | 18 декабря 2012 | 307         | 3,16                |
| 42      | 8          | «Fowl Play/Date»                                  | Роб Гринберг         | Сьерра Теллер Орнелас                      | 6 января 2013   | 309         | 2,40                |
| 43      | 9          | «Ordinary Extraordinary Love»                     | Майкл Прайс          | Дэниел Чун                                 | 8 января 2013   | 308         | 3,66                |
| 44      | 10         | «KickBall 2: The Kickening» «Мяч 2: Удар по мячу» | Гейл Лернер          | Джеки Кларк и Гил Озери                    | 13 января 2013  | 222         | 2,07                |
| 45      | 11         | «The Ex Factor»                                   | Фред Госс            | Лейла Стрэчан                              | 15 января 2013  | 310         | 3,05                |
| 46      | 12         | «The Marry Prankster»                             | Ребекка Эшер         | Джеки Кларк и Гил Озери                    | 29 января 2013  | 311         | 2,92                |
| 47      | 13         | «Our Best Friend's Wedding»                       | Роб Гринберг         | Хилари Уинстон                             | 29 января 2013  | 312         | 2,85                |
| 48      | 14         | «In the Heat of the Noche»                        | Джош Буцэл           | Мэттью Либман и Дэниел Либман              | 29 марта 2013   | 313         | 2,97                |
| 49      | 15         | «The Straight Dope»                               | Стивен Спранг        | Лон Зиммет и Дэн Рубин                     | 29 марта 2013   | 315         | 2,29                |
| 50      | 16         | «The Incident»                                    | Кен Уиттингем        | Эрик Соммерс                               | 5 апреля 2013   | 314         | 3,28                |
| 51      | 17         | «Bros Before Bros»                                | Эрик Аппел           | Джейсон Бергер                             | 5 апреля 2013   | 316         | 2,69                |
| 52      | 18         | «She Got Game Night»                              | Кайл Невачек         | Брайан Галливан                            | 12 апреля 2013  | 317         | 2,73                |
| 53      | 19         | «The Storm Before the Calm»                       | Кайл Невачек         | Прентис Пенни                              | 12 апреля 2013  | 318         | 2,08                |
| 54      | 20         | «The Ballad of Lon Sarofsky»                      | Фред Госс            | Джеки Кларк и Гил Озери                    | 26 апреля 2013  | 319         | 2,19                |
| 55      | 21         | «Un-sabotagable»                                  | Тристрам Шапиро      | Джонатан Фенер                             | 26 апреля 2013  | 320         | 1,73                |
| 56      | 22         | «Deuce Babylove 2: Electric Babydeuce»            | Дэвид Кэйсп          | Мэттью Либман и Дэниел Либман              | 3 мая 2013      | 321         | 2,68                |
| 57      | 23         | «Brothas & Sisters» «Братья и сёстры»             | Ребекка Эшер         | Джош Байсел и Лейла Стрэчан                | 3 мая 2013      | 322         | 2,17                |